# Delonix
Delonix é um género botânico pertencente à família Fabaceae.